# Roca Blava
La Roca Blava és una muntanya de 757 metres que es troba al municipi de Roquetes, a la comarca catalana del Baix Ebre.